# Robert Seethaler

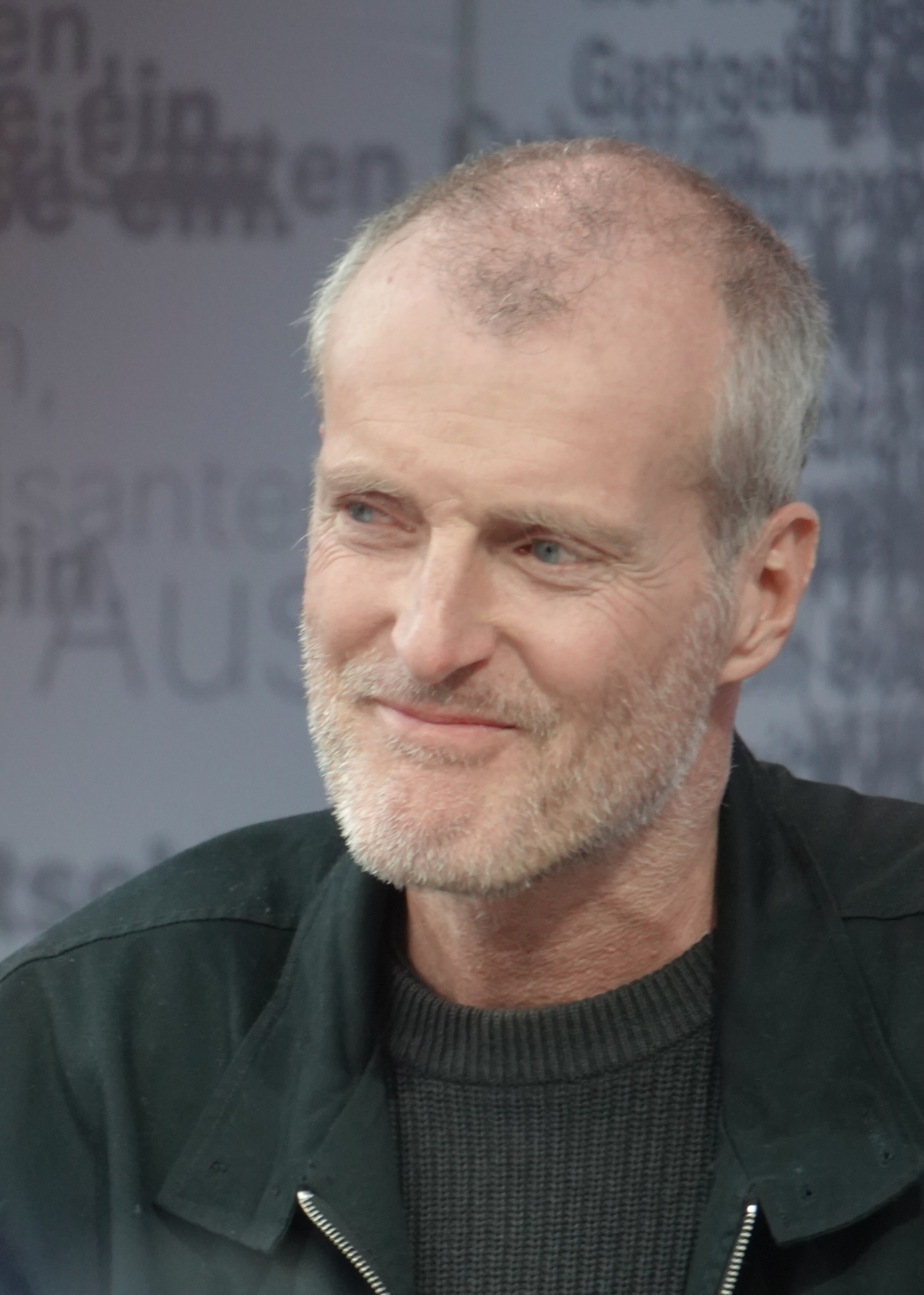
Robert Seethaler 2023

Robert Seethaler (n. 7 august 1966, Viena) este un scriitor, scenarist și actor austriac.

## Biografie
Robert Seethaler a crescut într-o familie de muncitori în districtul al zecelea al Vienei, Favoriten. Mama lui era secretară, iar tatăl său era lăcătuș și cioplitor în lemn. Din cauza unui defect ocular congenital (minus 17 dioptrii), a suferit multiple operații la ochi și a urmat o școală primară pentru nevăzători și cu deficiențe de vedere.
Seethaler a urmat școala de actorie la Volkstheater din Viena și a participat la numeroase producții pentru cinema și televiziune, precum și la teatre din Viena, Berlin, Stuttgart și Hamburg. El este cunoscut publicului de televiziune ca „Dr. Kneissler” din seria Ein starkes Team. În 2015, Robert Seethaler a jucat alături de Rachel Weisz, Michael Caine, Harvey Keitel, Jane Fonda și Paul Dano în rolul Luca Moroder din lungmetrajul lui Paolo Sorrentino, Ewige Jugend, care, în același an, a primit premiul Academiei Europene de Film (cel mai bun film, cel mai bun regizor).
În 2004, Robert Seethaler a vizitat atelierul de scenarii din München, unde scenariul său de debut Heartbreakin', pe care l-a dezvoltat acolo, a primit premiul Tankred Dorst. În același an, opera literară a lui Seethaler a început cu romanul The Bee and Kurt, care s-a bazat pe Heartbreakin' . Au urmat, la intervale de doi ani, romanele Die weiteren Aussichten, Jetzt wirds ernst și Der Trafikant ( Kein &amp; Aber), precum și Ein ganzes Leben, Das Feld și Der letzte Satz (Hanser Verlag).
În 2016, cel de-al cincilea roman al lui Seethaler , O viață întreagă a fost selecționat pentru Premiul Internațional Booker 2016.
La 3 martie 2022, Robert Seethaler a primit Medalia de Aur pentru Servicii a Republicii Austria.
El este primul care a semnat o scrisoare deschisă către cancelarul Scholz din 29 aprilie 2022, care se opune vânzării de arme către Ucraina după invazia rusă a Ucrainei.
Robert Seethaler locuiește la Berlin și Viena.
Este tatăl unui fiu născut în 2009.

## Operă literară
„Dispoziția de bază a vieții mele este dorul de tăcere”, spune Seethaler într-un interviu acordat revistei Stern . „Pentru mine, scrisul este ca a smulge cuvinte din tăcere.
Limbajul lui Seethaler este special. Cu propoziții fără înforituri, el dezlipește toate accesoriile până când miezul este expus. Ce a mai rămas din viață când o privești de la distanță, iubirea, de exemplu, lăsând personajele tremurânde și dureroase, muncă care consumă și împlinește în același timp, familia, fericirea și mai presus de toate: moartea. Într-un interviu pentru săptămânalul german Der Spiegel, el subliniază că este preocupat de sunet, imagine, ton și respirație. Literatura se dezvoltă din limbă, nu din soartă.
Primul roman al lui Seethaler, Die Biene und der Kurt, a fost publicat în primăvara anului 2006 ca o adaptare literară a scenariului său Heartbreakin'. În anul următor, romanul a primit premiul de debut al Buddenbrookhaus din Lübeck.
Din 2008 până în 2012, romanele Die weiteren Aussichten, Jetzt wird's ernst și <i id="mwYw">Der Trafikant</i> au fost publicate de Verlag Kein &amp; Aber (Zurich).
Din 2017, „Der Trafikant” face parte din lectură școlară și examene de liceu (liceu central) din Baden-Württemberg și Renania de Nord-Westfalia. Romanul a fost aproape continuu în listele de bestselleruri ale Buchreport și Spiegel de când a fost publicat, iar în 2021 s-a vândut în peste un milion de exemplare.
În 2014, romanul O viață întreagă despre lucrătorul telecabinei Andreas Egger a fost publicat de Hanser Berlin. Cartea a devenit un succes internațional uriaș cu traduceri în peste 40 de limbi și a fost selecționată pentru International Booker Prize. (Împreună cu traducătoarea Charlotte Collins)
În romanul Das Feld din 2018, 29 de morți își spun poveștile întrețesute într-un cimitir dintr-un oraș mic.
În 2020 a fost publicată Der letzte Satz, în care compozitorul și dirijorul Gustav Mahler își întoarce privirea asupra vieții și operei sale în călătoria sa din America în Europa, în aprilie 1911, la bordul vasului cu aburi America.
Das Feld und Der letzte Satz au condus împreună lista de bestselleruri de ficțiune - Spiegel , cu copertă cartonată, pentru un total de paisprezece săptămâni. Ein ganzes Leben a ocupat locul numărul unu în lista de bestselleruri - Spiegel, pentru broșuri, timp de două săptămâni.
Din 2016, Die Biene und der Kurt, Der Trafikant, Ein ganzes Leben și Das Feld au fost prelucrate pentru a putea fi reprezentate ( Rowohlt Theatre Verlag) și jucate pe diverse scene din țările de limbă germană.

## Adaptări
Pe 20 octombrie 2016 a avut loc premiera mondială a unei dramatizări a filmului Der Trafikant (regizor: Hans-Ulrich Becker) la Württembergische Landesbühne. În anii care au urmat, au urmat o serie de alte spectacole, inclusiv la Volkstheater Wien, Landestheater Salzburg, Teatrul Freiburg și la teatrele din Bonn, Bremen, Karlsruhe, Bremen, Münster, Krefeld, Aachen, Neuss și Stuttgart.
În noiembrie 2019, o dramatizare a lui Das Feld (versiunea scenică și regia: Marie Schwesinger) a avut premiera la Staatstheater Wiesbaden, urmată de alte producții la teatrul (de păpuși) Curioso Darmstadt și la Theater Laboratorium Oldenburg.
În același an, dramatizarea Ein ganzes Leben a avut premiera la Landestheater Schwaben (Regizor: Jana Milena Polasek)
În octombrie 2020, Württembergische Landesbühne a pus în scenă o versiune de scenă a lui Die Biene und der Kurt (Regizor: Christine Gnann)
Filmul bazat pe scenariul lui Seethaler pentru A doua femeie a fost realizat de Hans Steinbichler și a avut premiera la Festivalul de Film de la München . A fost prezentat, printre altele, la Festivalul Internațional de Film de la Toronto, iar în 2009 a primit trei premii Grimme și a fost nominalizat la Premiul European Media pentru Integrare. Matthias Brandt și Monica Bleibtreu joacă rolurile principale. 
Filmul Der Trafikant, bazat pe romanul cu același nume, a fost finalizat în 2018 și a fost difuzat în cinematografele de limbă germană și internaționale. Bruno Ganz (în rolul Sigmund Freud) și Simon Morzé au preluat rolurile principale. Robert Seethaler are o apariție cameo ca bărbat Gestapo . 
Filmul O viață întreagă bazat pe romanul cu același nume a fost filmat în 2021/2022 sub conducerea lui Hans Steinbichler în orașul-târg Matrei din Tirolul de Est.

## Publicații
- Die Biene und der Kurt. Roman. Kein & Aber, Zurich 2006, ISBN 3-0369-5155-5; Ediție broșată ibid., 2014, ISBN 978-3-0369-5915-3.
- Die weiteren Aussichten. Roman. Kein & Aber, Zurich 2008, ISBN 978-3-0369-5525-4; ediție broșată ibid. ISBN 978-3-0369-5947-4.
- Jetzt wird’s ernst. Roman. Kein & Aber, Zurich 2010, ISBN 978-3-0369-5574-2; Ediție broșată ibid. 2018, ISBN 978-3-0369-5975-7.
- Der Trafikant. Roman. Kein & Aber, Zurich 2012, ISBN 978-3-0369-5645-9; Ediție broșată ibid., 2013, ISBN 978-3-0369-5909-2.
- o viață întreagă . Roman. Hanser, München 2014, ISBN 978-3-446-24645-4; Ediție broșată Goldman. 2016, ISBN 978-3-442-48291-7.
- Das Feld. Roman. Hanser Berlin/München 2018, ISBN 978-3-446-26038-2. Ediție broșată Goldman. 2019, ISBN 978-3-442-48998-5.
- Der letzte Satz. Roman. Hanser, Berlin 2020, ISBN 978-3-446-26788-6.
- Das Cafe ohne Namen. Roman. Claassen, Berlin 2023, ISBN 978-3-546-10032-8

## Traduceri în limba română
- O viață de om. Roman, Polirom, Iași, traducator Andrei Anastasescu, 2019, Ediție broșată; ISBN 978-973-46-7777-1.

## Scenarii
- Die zweite Frau, Sperl & Schott Film, 2008
- Heartbreakin’
- Harry Stein

## Filmografie (selecție)
- 1997: Die Knickerbocker-Bande⁠(d) (TV-Serie)
- 1999: Helden in Tirol (Regie Niki List⁠(d))
- 2000: Zehn wahnsinnige Tage (Regie Christian Wagner⁠(d))
- 2000: Für alle Fälle Stefanie (TV-Serie)
- 2002: Victor – Der Schutzengel (TV-Serie)
- 2002: Küstenwache⁠(d) (TV-Serie)
- 2002: Die Cleveren⁠(d) (TV-Serie)
- 2002: Liebe darf alles (TV-Mini-Serie)
- 2002: Die Dickköpfe (Regie Walter Bannert⁠(d))
- 2002: Juls Freundin⁠(d) (Regie Kai Wessel⁠(d))
- 2001–2003: Im Namen des Gesetzes⁠(d) (TV-Serie)
- 2003: Komm, wir träumen! (Regie Leo Hiemer⁠(d))
- 2004: Mit Herz und Handschellen⁠(d) (TV-Serie)
- 2005: Die Spur im Schnee⁠(d) (Regie Robert Narholz)
- 2005: Ein kalter Sommer (Regie Hartmut Schoen⁠(d))
- 2006–2007: Schloss Einstein⁠(d) (TV-Serie)
- 2007: SOKO Leipzig (TV-Serie)
- 2010: Der Winzerkönig⁠(d) (TV-Serie)
- 2015: Ewige Jugend (Regie Paolo Sorrentino⁠(d))
- 2002–2016: Ein starkes Team⁠(d) (TV-Serie)
- 2016: SOKO Donau⁠(d) (TV-Serie)
- 2017: Tatort: Schock⁠(d)
- 2018: Der Trafikant⁠(d)
- 2019: Wie ich lernte, bei mir selbst Kind zu sein⁠(d)
- 2020: Das Tal der Mörder⁠(d) (Fernsehfilm)

## Premii
- 2005: Tankred-Dorst-Drehbuchpreis der Drehbuchwerkstatt München⁠(d) für Heartbreakin’
- 2007: Debütpreis des Buddenbrookhauses⁠(d) für Die Biene und der Kurt
- 2008: Alfred-Döblin-Stipendium / Akademie der Künste Berlin⁠(d)
- 2008: Kulturpreis des Landes Niederösterreich⁠(d)
- 2008: My Mother, My Bride and I (dt. „Die zweite Frau“) beim International Toronto Filmfestival
- 2009: Spreewald Literaturstipendium
- 2009: Grimme-Preis für Die zweite Frau (Bester Film)
- 2009: Nominierung für den Europäischen Medienpreis für Integration
- 2011: Staatsstipendium der österreichischen Bundesregierung
- 2011: Stipendium des Heinrich-Heine-Hauses⁠(d) der Stadt Lüneburg
- 2015: Grimmelshausen-Preis⁠(d) für Ein ganzes Leben[11]
- 2016: Shortlist des International Booker Prize für die englischsprachige Übersetzung von Ein ganzes Leben (gemeinsam mit Übersetzerin Charlotte Collins)
- 2016: Buchpreis der Wiener Wirtschaft⁠(d)
- 2017: Anton-Wildgans-Preis⁠(d)[12]
- 2017: Shortlist des International DUBLIN Literary Award⁠(d) mit A Whole Life
- 2018: Rheingau Literatur Preis⁠(d) für Das Feld
- 2018: Longlist Österreichischer Buchpreis
- 2020: Longlist Deutscher Buchpreis
- 2021: Prix Jean Monnet des jeunes européens für Le Champ (dt. „Das Feld“)
- 2022: Goldenes Ehrenzeichen für Verdienste um die Republik Österreich